# Zuidelijke karmijnrode bijeneter
De zuidelijke karmijnrode bijeneter (Merops nubicoides) is een bijeneter uit de familie Meropidae. Deze bijeneter komt voor in grote delen van Midden- en zuidelijke Afrika.

## Herkenning
De vogel is 24 tot 27 cm lang en weegt 44 tot 66 g. De verlengde staartpennen kunnen tot 12 cm lang worden. Deze soort werd vroeger als een ondersoort beschouwd van de noordelijke karmijnrode bijeneter. Deze soort is 10 tot 40% zwaarder en verschilt verder doordat de keel karmijnrood gekleurd is (in plaats van blauw), de verlengde staartpennen zijn langer en de iris is veel donkerder (bij noordelijke soort: rood).

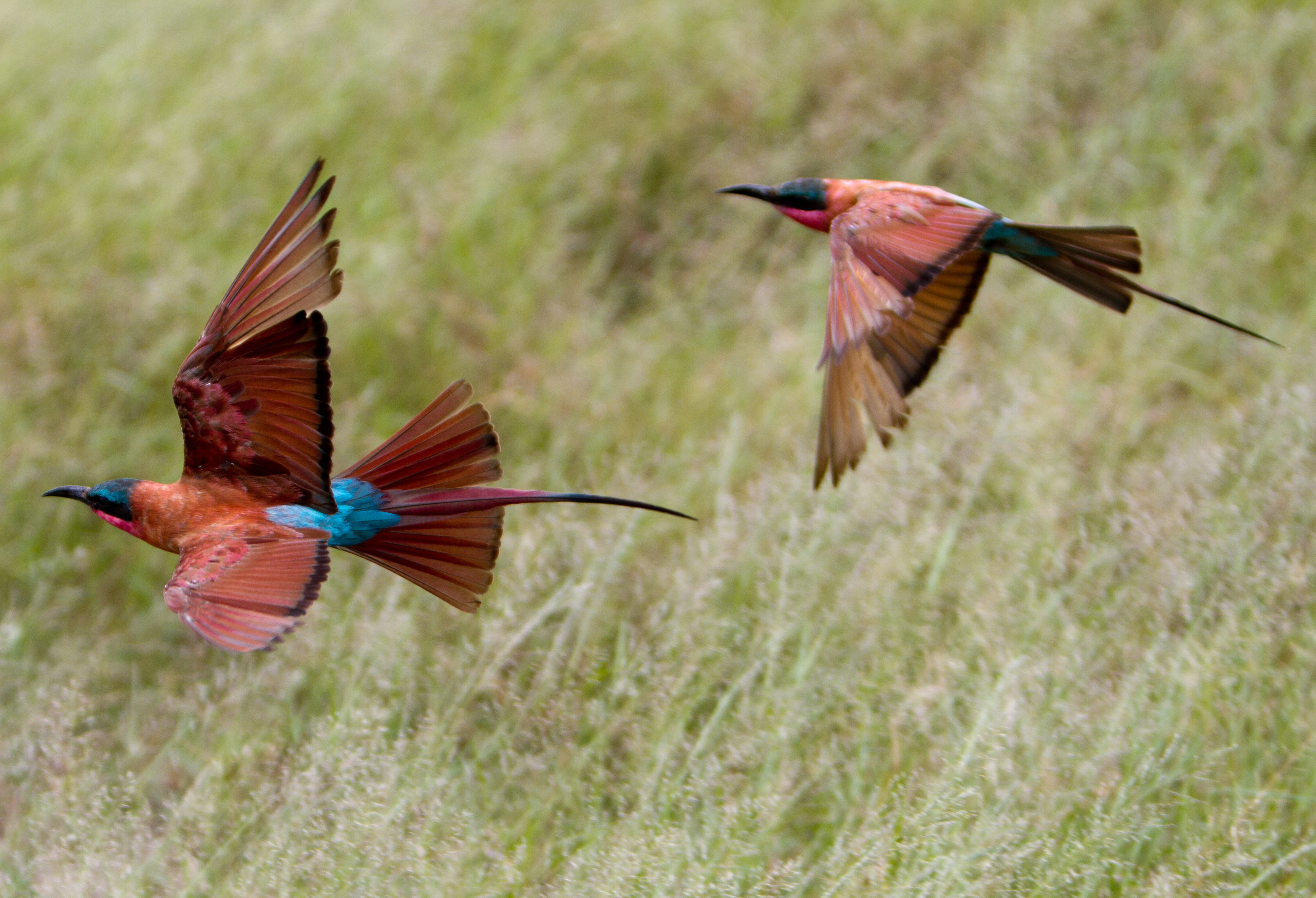
In vlucht
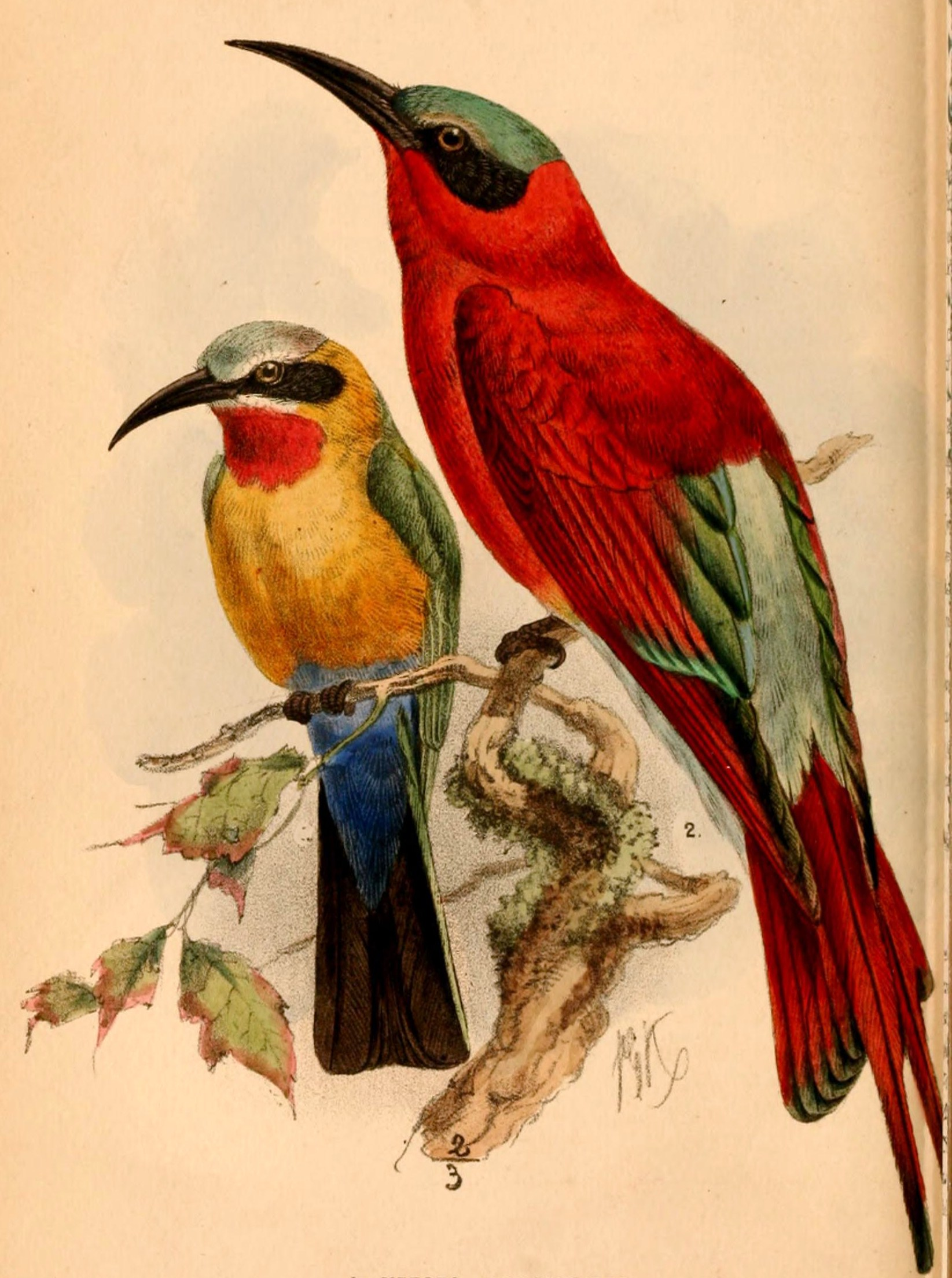
Afbeelding gemaakt door John Gerrard Keulemans

## Verspreiding en leefgebied
De soort broedt in Zuid-Angola, het noordoosten van Namibië (Caprivistrook) en Zuid-Zambia tot het oosten van Malawi en het midden van Mozambique. De zuidelijke winter wordt doorgebracht tot ver in Burundi en zuidelijk tot in Zuid-Afrika.
Het leefgebied bestaat uit bosrijke savanne in de buurt van rivieren, overstromingsvlakten, afgesloten rivierarmen, mangrove, uitgestrekte weidegebieden met her en der bomen. Om te broeden heeft de vogel steile oeverwallen nodig langs geulen van rivieren. In Malawi wordt de vogel tot op 2200 m boven de zeespiegel waargenomen.

## Status
Deze bijeneter heeft een groot verspreidingsgebied en daardoor is de kans op de status  kwetsbaar (voor uitsterven) gering. De grootte van de populatie is niet gekwantificeerd, maar hij gaat in aantal achteruit. Echter, het tempo ligt onder de 30% in tien jaar (minder dan 3,5% per jaar). Om deze redenen staat de zuidelijke karmijnrode bijeneter als niet bedreigd op de Rode Lijst van de IUCN.